# Municipio de Zapotitlán Lagunas
El municipio de Zapotitlán Lagunas es uno de los 570 municipios en los que se divide el estado de Oaxaca, en México. Se encuentra localizado en el extremo noroeste del estado y forma parte del distrito de Silacayoapam.

## Cultura
Se caracteriza por sus fiestas patronales siendo la más importante, la ubicada el día 29 de junio que es fiesta del pueblo ya que se celebra el día de San Pedro Apóstol, en esta celebración se tienen distintas exposiciones culturales, como lo es la música de banda, bailables típicos regionales, feria de comida típica de la región, y artesanías como barro, ollas, macetas,loza y vajillas en general. Esta celebración dura alrededor de 7 días. la cual es organizada por distintas cofradías que en conjunto presentan distintos eventos, pero el atractivo principal es la pirotecnia de la región.  
La segunda fiesta patronal es la del día 12 de diciembre en honor a la virgen de Guadalupe. Esta celebración es una de las más importantes puesto que existe el templo a la virgen que fue construido al momento que fue fundado el pueblo y se ubica en la parte más alta del pueblo.
LIMITES TERRITORIALES
El Municipio de Zapotitlán Lagunas, Silacayoapam, Oax., limita al Norte con el Municipio de Tulcingo del Valle del Estado de Puebla, al noreste con Municipio de San Juan Cieneguilla, distrito de Silacayoapam, al este con el Municipio de San Juan Ihualtepec; al Sur con los municipios de Alpoyeca del Estado de Guerrero, San Mateo Nejapam, San Andrés Tepetlapa y San Miguel Ahuehuetitlan de este distrito de Silacayoapam y al Oeste el municipio de Xochihuehuetlan y El Municipio de Huaxmutitlan del Estado de Guerrero. La distancia aproximada a la capital del estado es de 338 kilómetros. La demarcación territorial del Municipio de Zapotitlán Lagunas, Silacayoapam, Oaxaca, se integra actualmente por la cabecera municipal y siete agencias municipales y de policía las cuales son: Guadalupe Buenos Aires, Guadalupe del Recreo, Tlacotepec Lagunas, San Pedro Coaxoxocatla, Santa Cruz Vista Hermosa, San José el Huamúchil y San Miguel Hidalgo; así como colonias y barrios de la cabecera municipal.

## Geografía
Zapotitlán Lagunas se localiza al extremo noroeste del estado de Oaxaca, sus coordenadas geográficas extremas son 17°40′ - 17°54′ de latitud norte y 98°18′ - 98°30′ de longitud oeste y su altitud va de 1100 a 2000 metros sobre el nivel del mar. La extensión territorial total del estado es de 306.416 kilómetros cuadrados que representan el 0.32 % de la extensión de Oaxaca.
Limita al noreste con el municipio de San Juan Cieneguilla, al este con el municipio de San Juan Ihualtepec y al sur con el municipio de San Miguel Ahuehuetitlán, el municipio de San Andrés Tepetlapa y el municipio de San Mateo Nejápam. Al norte limita con el estado de Puebla, en particular con el municipio de Tulcingo y al oeste con el estado de Guerrero, con el municipio de Xochihuehuetlán, el municipio de Huamuxtitlán y el municipio de Alpoyeca.

### Orografía e hidrografía
El municipio tiene una altitud promedio de 1.514 metros sobre el nivel del mar, con su elevación máxima de 1.620 metros en la localidad de Falda del Tepeyac y una elevación mínima de 1.370 metros en San José el Huamúchil.
El municipio cuenta con cinco lagunas. La laguna Xoncoatl, se encuentra al este del municipio a una distancia de 12 km y a 480 metros sobre el nivel del mar, mide 350 metros de longitud por 150 de latitud y 3 de profundidad máxima. La laguna Grande queda al oeste de la población y a una distancia de 2 kilómetros 95 metros, mide 200 metros de longitud por 100 de latitud. La laguna Cuaxocatla, está al oeste de la población y a una distancia de 15 kilómetros, mide 80 metros de longitud por 30 de latitud y 1 y medio de profundidad. La laguna del mezquite está situada al norte de la población y a distancia de 10 kilómetros 465 metros, mide 50 metros de longitud por 20 de latitud y un metro de profundidad y la laguna del Cazaguate, que se localiza al sur de la población y a distancia de 4 kilómetros 465 metros, mide 15 metros de longitud por 10 de latitud y uno de profundidad.

## Demografía
La población total del municipio de Zapotitlán Lagunas de acuerdo con el Censo de Población y Vivienda realizado en 2010 por el Instituto Nacional de Estadística y Geografía, es de 3 133 habitantes, de los que 1 436 son hombres y 1 697 son mujeres.
La densidad de población asciende a un total de 10.22 personas por kilómetro cuadrado.

### Localidades
El municipio se encuentra formado por 15 localidades, su población de acuerdo al censo de 2010 son:
| Localidad                | Población (2010) |
| ------------------------ | ---------------- |
| Zapotitlán Lagunas       | 1 477            |
| Guadalupe del Recreo     | 608              |
| Santa Cruz Vista Hermosa | 313              |
| San Pedro Cuaxoxocatla   | 193              |
| San José el Huamúchil    | 154              |
| Tlacotepec Lagunas       | 110              |
| Total municipio          | 3 133            |

## Economía
La población económicamente activa durante el año 2000, según datos del INEGI, fue de 621 personas ocupadas, distribuidas en los siguientes porcentajes: 62% en el sector primario, 19% en el sector secundario y 19% en el sector terciario.
La agricultura fue la actividad económica predominante en el municipio, con cerca del 80% de la población; en contraste, la población dedicada a la ganadería y el comercio suman el 20% restante, con 10% cada uno.

## Política
El gobierno del municipio está organizado por un presidente municipal, un síndico, tres regidores de mayoría relativa y dos regidores de representación proporcional; y entre las autoridades auxiliares se enlistan un tesorero, un secretario, cuatro auxiliares y siete agentes de policía.

### Representación legislativa
Para la elección de diputados locales al Congreso de Oaxaca y de diputados federales a la Cámara de Diputados federal, el municipio de Zapotitlán Lagunas se encuentra integrado en los siguientes distritos electorales:
Local:
- Distrito electoral local de 6 de Oaxaca con cabecera en Heroica Ciudad de Huajuapan de León.[4]

Federal:
- Distrito electoral federal 6 de Oaxaca con cabecera en Heroica Ciudad de Tlaxiaco.[5]